# Dysphania decoloratula
Dysphania decoloratula là một loài bướm đêm trong họ Geometridae.